# Den Cruywagen
Den Cruywagen (Frans: Maison de la Brouette) is een bouwwerk in barokstijl aan de Grote Markt in Brussel, de hoofdstad van België. Het draagt de huisnummers 2 en 3. De buurpanden zijn Den Coninck van Spaignien en Den Sack.

## Geschiedenis
Den Cruywagen was oorspronkelijk het gildehuis van de vettewariërs (vetsmelters), die vetwaren verkochten, zoals boter, kaas, worst, olie en kaarsen. Het gilde verwierf het huis in 1439. In de jaren 1644-1645 werd het houten gebouw vervangen door een gebouw van steen.
Tijdens de Negenjarige Oorlog tussen het Frankrijk van Lodewijk XIV en de Liga van Augsburg werd Brussel op 13, 14 en 15 augustus 1695 met kanonnen en mortieren gebombardeerd. Vrijwel alle gebouwen aan de Grote Markt werden daarbij door de Fransen onder François de Neufville de Villeroy met de grond gelijkgemaakt. Van Den Cruywagen stond alleen de parterre nog overeind.
Net als het buurpand Den Coninck van Spaignien werd het gebouw herbouwd onder leiding van Jan Cosijn. De herbouw begon in 1696 en was gereed in 1697. Op de vier cartouches onder de ramen van de tweede verdieping staat: “AN NO 16 97”.
In 1912 werd het gebouw gerestaureerd. Net als in Den Coninck van Spaignien is er een café-restaurant gevestigd.

## Architectuur
Den Cruywagen is bekleed met parement. Net als bij het buurpand Den Sack, bestaat de voorgevel uit vier traveeën.
De vensters van de eerste etage zijn hoog en opgedeeld door montanten. Aan weerszijden van elk venster staat een pilaster met Ionische kapitelen. Onder ieder raam is een cartouche aangebracht. De twee middelste bevatten een vergulde kruiwagen tegen een blauwe achtergrond. De linker cartouche bevat de tekst ‘'t Vettewariers Huys’ en de rechter de tekst ‘Den Cruywagen’, beide in vergulde letters.
Net als de eerste verdieping bestaat de tweede verdieping uit vensters die opgedeeld zijn door montanten met aan weerszijden van de vensters pilasters. De pilasters hebben een spiraalpatroon met tussen de windingen ornamenten in de vorm van klimop- en eikenbladeren. De kapitelen boven deze pilasters hebben een acanthusblad. Onder elk venster is weer een cartouche aangebracht. De vier cartouches samen geven het bouwjaar van het pand weer.
Ook de vensters op de derde verdieping zijn opgedeeld door montanten en worden geflankeerd door pilasters. De pilasters zijn voorzien van cannelures en kapitelen met acanthusbladeren. Daarboven bevindt zich een hoofdgestel, versierd met een tandlijst.
Het bovenste deel van de gevel is een rijkelijk versierde frontaal met ramen, guirlandes met vruchten en pinakels in de vorm van een olielamp. De nok is een fronton met in een nis het standbeeld van Sint-Gillis, de schutspatroon van de vetsmelters, in gezelschap van een hinde. De nis wordt afgedekt door twee guirlandes met vruchten en een grote schelp.

## Foto’s

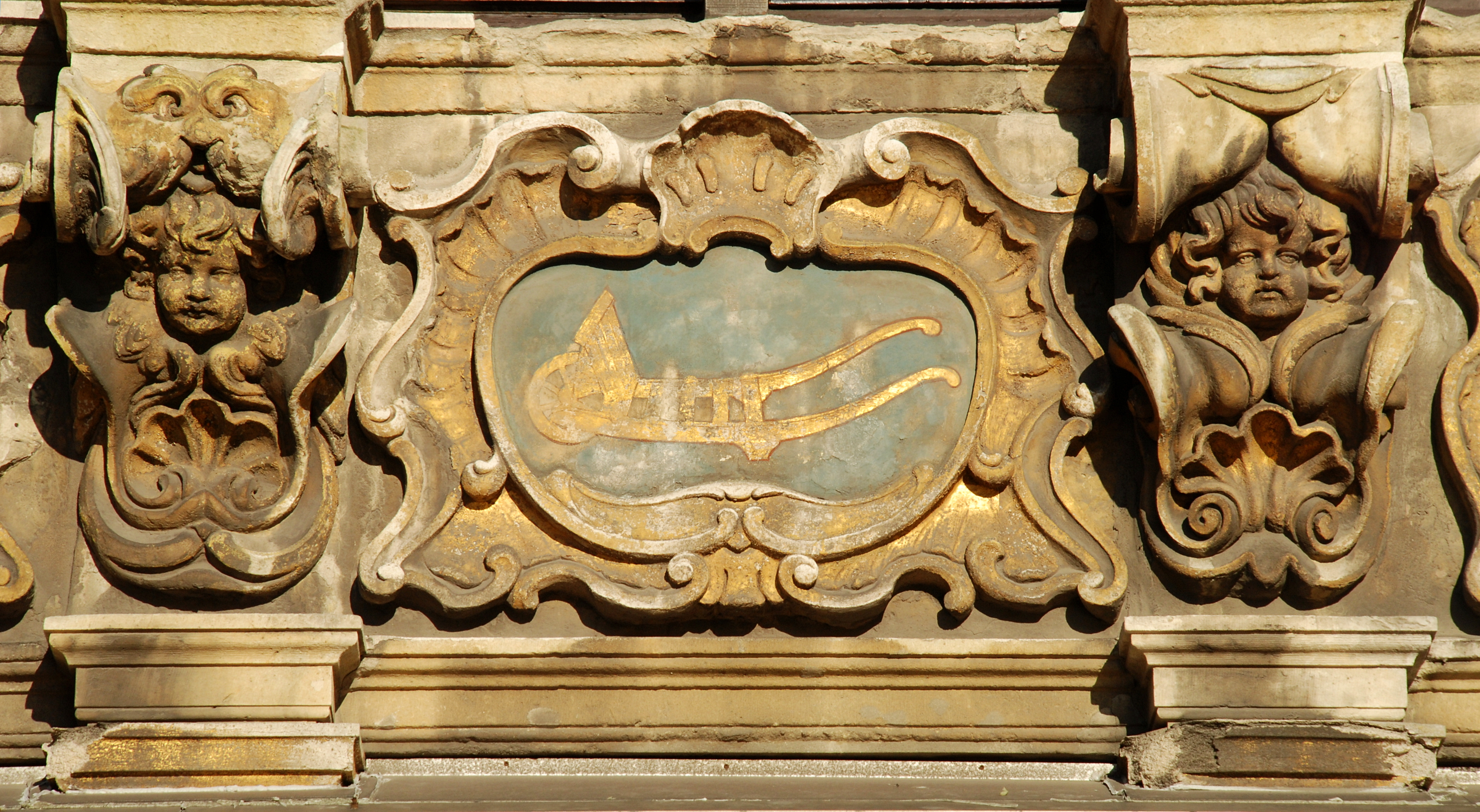
Cartouche met de afbeelding van een kruiwagen
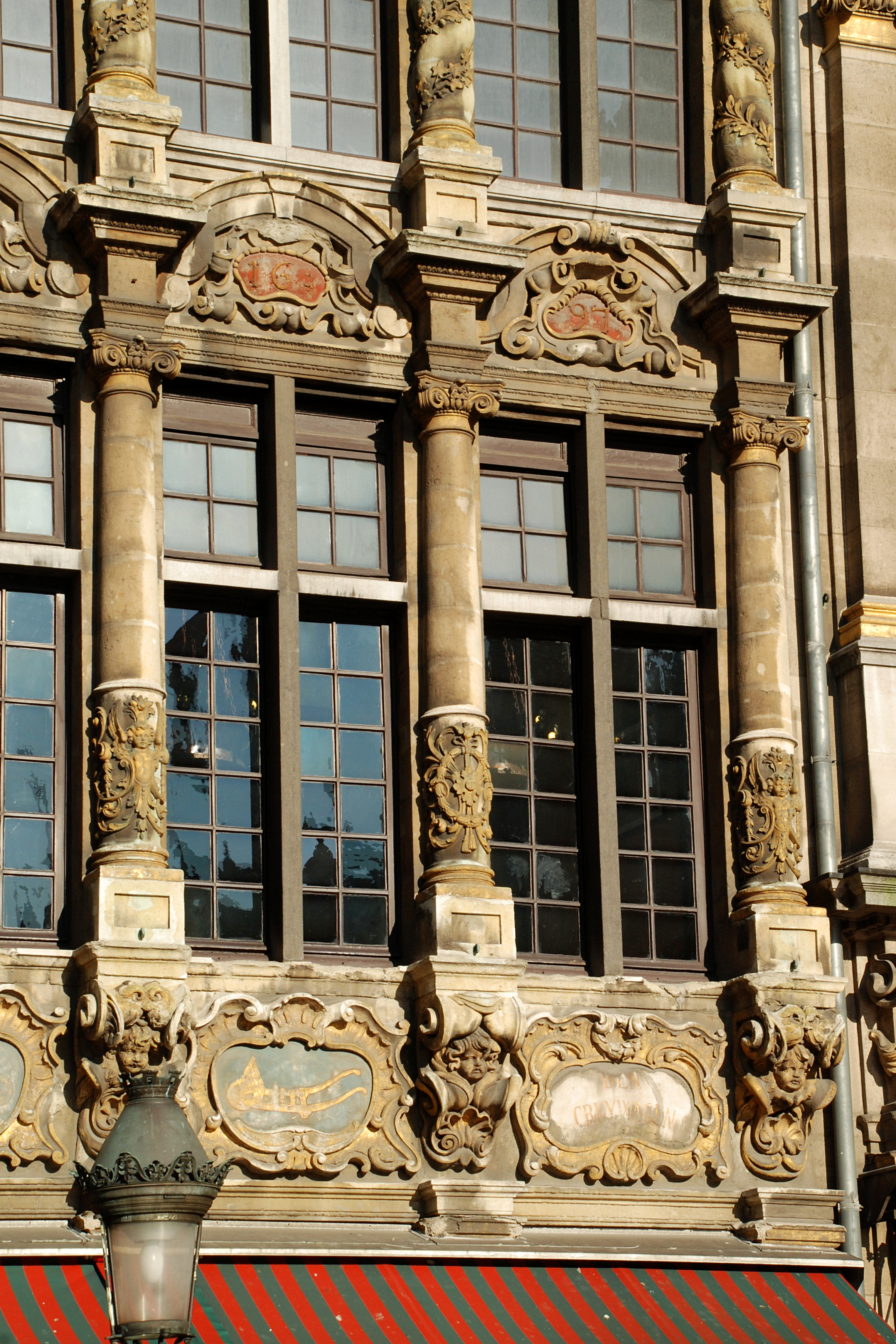
Rechterkant van de eerste verdieping
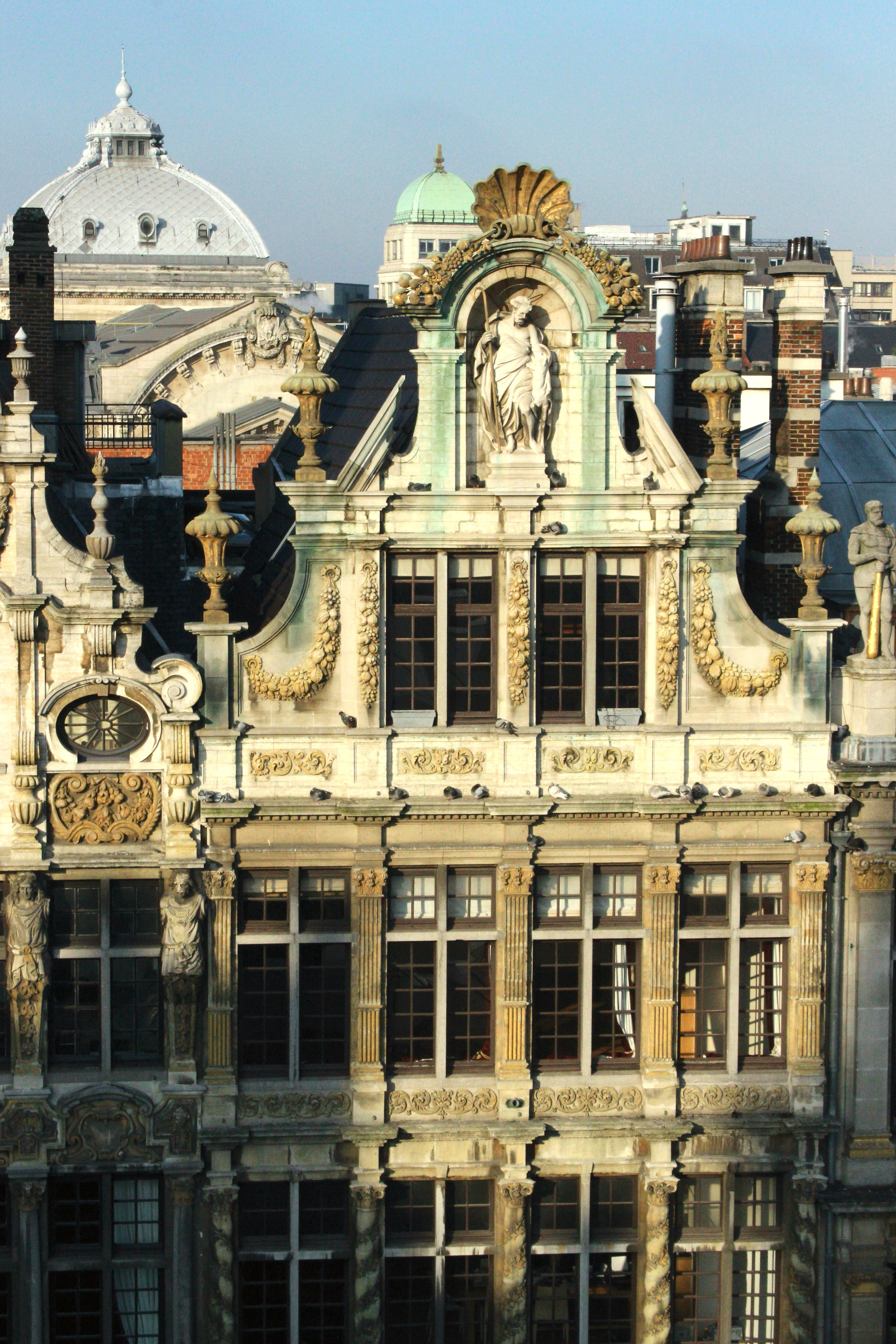
Het bovenste deel van het pand
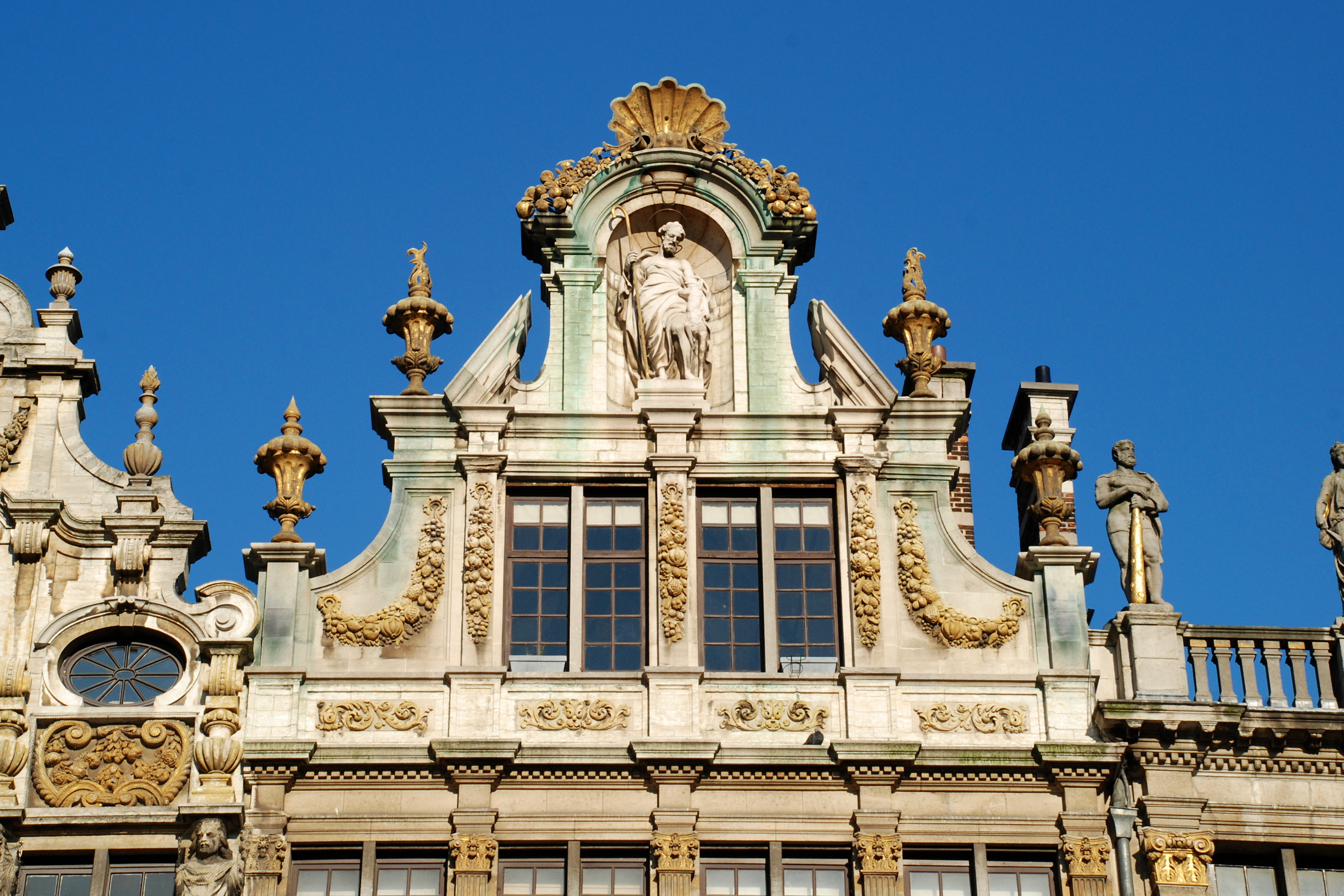
De nok van het pand met beeld van Sint-Gillis
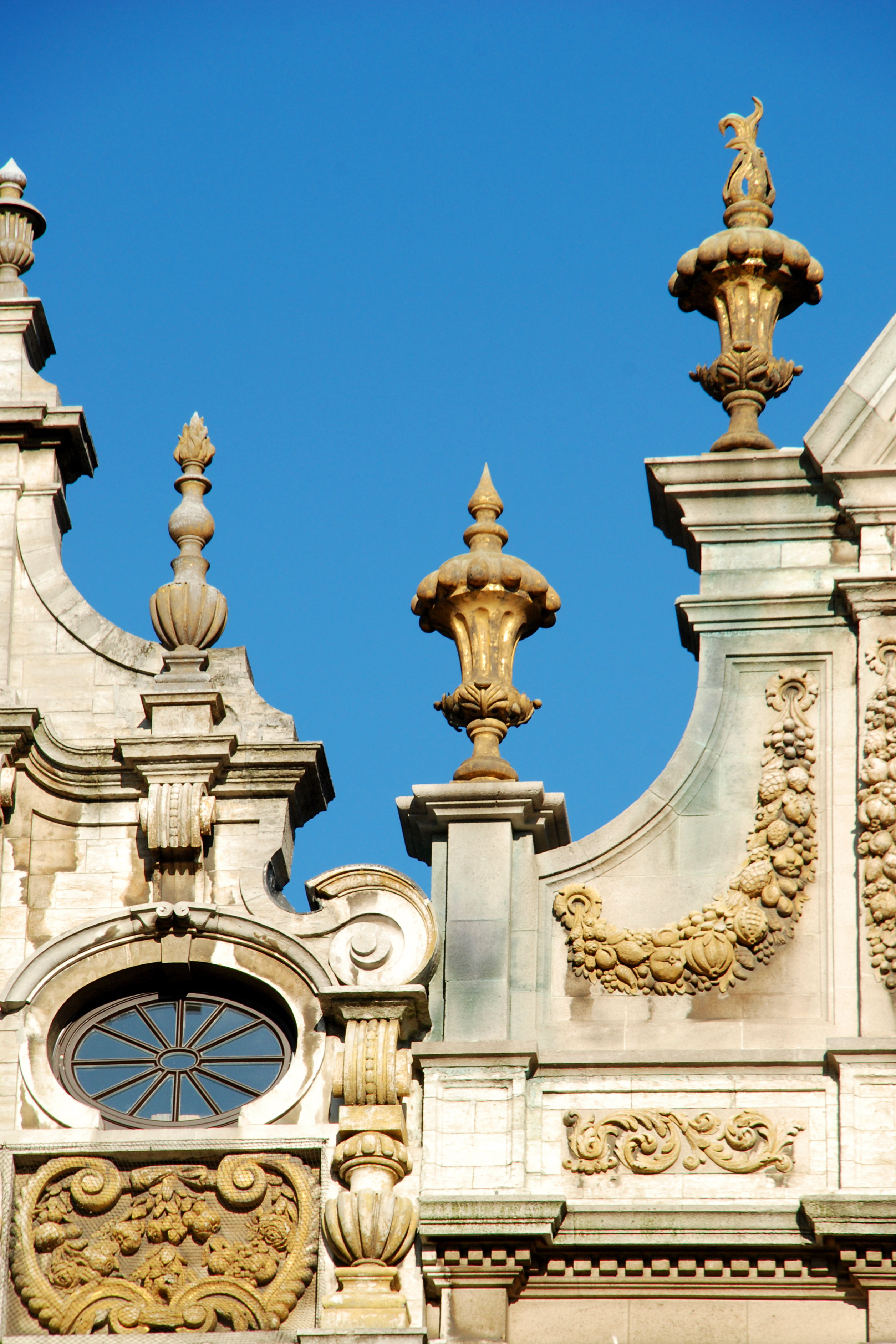
Pinakels van Den Sack (links) en Den Cruywagen (rechts)